# Ceratophyus mesasiaticus
Ceratophyus mesasiaticus is een keversoort uit de familie mesttorren (Geotrupidae). De wetenschappelijke naam van de soort werd in 1974 gepubliceerd door Medvedev & Nikolajev.